# Zoologischer Garten Benedikt
Der Zoologische Garten Benedikt war der erste öffentliche Zoo in München. Er bestand von 1863 bis 1866 auf dem an den Englischen Garten grenzenden Anwesen Nr. 12 der Wiesenstraße (heute Königinstraße 28).

## Geschichte
Der Münchner Großhändler Benedikt Benedikt, der sich mit dem Gedanken einer Zoogründung in München trug, plante zunächst die Errichtung einer Aktiengesellschaft zu diesem Zweck nach dem Vorbild etwa des Frankfurter Zoos. Wegen des mangelnden Interesses potenzieller Geldgeber an diesem Modell ging er das Projekt anschließend in Eigenregie an. Dazu erwarb er im September 1862 ein Grundstück an der Wiesenstraße westlich des Englischen Gartens, auf dem Jean Baptiste Métivier 1823 für den damaligen Kriegsminister Nikolaus von Maillot de la Treille eine Villa im Stil der italienischen Renaissance erbaut hatte, das sogenannte Maillot-Schlösschen. Das Anwesen hatte dann 1839 der Fabrikant Gustav Schulze erworben und darauf 1847 ein Gewächshaus errichten lassen.
1867 überstieg das Projekt Benedikts finanzielle Leistungsfähigkeit, weshalb versucht wurde, das Objekt zu versteigern. Da sich kein Käufer fand, fiel das Grundstück an die Stadt München, die es an den Unternehmer Hermann verpachtete. Dieser erweiterte das Konzept des Zoologischen Gartens um Eventgastronomie mit Konzerten. Zeichnungen vom Vorhaben erschienen im Münchener Punsch.
1870 erwarb der spätere Kommerzienrat Karl Rosipal das Anwesen und bewohnte es bis ins hohe Alter.
Nach 1924 erwarb einen Teil des Grundstückes die Anschütz-Kaempfe-Stiftung (Universitätsreitschule München GmbH) und einen Teil der Orden der Barmherzigen Schwestern.
Heute befindet sich auf dem Gelände der Hauptsitz der Allianz SE.